# Alvelos
Alvelos is een plaats (freguesia) in de Portugese gemeente Barcelos en telt 2 168 inwoners (2001).

De bewoners zijn actief in diverse sportieve en culturele verbanden. Associação Recreativa Aguias Futebol Clube de Alvelos, opgericht op 5 februari 1961 en Mais Juventude, opgericht in 2005 zijn de meest actieve verenigingen in de regio.
De meerderheid van de inwoners in Rooms-Katholiek en dit geloof speelt vandaag de dag nog een belangrijke rol in het dagelijks leven.

## Bevolking
|                      | 1920 | 1930 | 1991 | 2001 | 2011 |
| -------------------- | ---- | ---- | ---- | ---- | ---- |
| Bevolking            | 747  | 938  | 2234 | 2168 | 2163 |
| Families             |      |      | 547  | 590  | 654  |
| Woningen             |      |      | 596  | 644  | 760  |
| Gebouwen             |      |      | 519  | 555  | 684  |
| Bevolking 0-14 jaar  |      |      |      | 415  |      |
| Bevolking 15-24 jaar |      |      |      | 388  |      |
| Bevolking 25-64 jaar |      |      |      | 1144 |      |
| Bevolking 65+        |      |      |      | 221  |      |